# Вьетсовпетро
«Вьетсовпе́тро» — нефтяная компания, совместное российско-вьетнамское предприятие. Штаб-квартира компании — в городе Вунгтау (Вьетнам). В этом городе проживает значительная русскоязычная община сотрудников СП.

## История
СП «Вьетсовпетро» создано в 1981 году на паритетных началах вьетнамской государственной нефтяной компанией PetroVietnam и советским государственным АО «Зарубежнефть» (VSP;{Liên doanh Việt – Nga Vietsovpetro).
Уставный фонд предприятия по состоянию на 1 января 1991 года был оценен в сумме $1,5 млрд, при этом доля каждой из сторон составляет по 50 %. Срок действия межправительственного соглашения о создании совместного предприятия «Вьетсовпетро» истекает 31 декабря 2010 года. В 2006 году была достигнута договорённость о продолжении деятельности СП и после 2010 года.
30 октября 2010 года подписан меморандум о сотрудничестве АО «Зарубежнефть» и КНГ «Петровьетнам» в рамках СП «Вьетсовпетро» после 2010 года. Согласно новому соглашению, PetroVietnam будет владеть 51 % акций совместного предприятия, а российская компания — 49 %.

## Деятельность
Компания разрабатывает на условиях соглашения о разделе продукции (СРП) ряд нефтегазовых месторождений на вьетнамском шельфе. Основное месторождение (80 % добычи) — «Белый тигр». Фонд скважин предприятия включает в себя чуть больше сотни высокодебитных (до тысячи тонн нефти в сутки) скважин. На предприятии работает более 650 российских специалистов.
В конце 2009 года предприятие добыло 183-миллионную тонну нефти. СП обеспечивает почти треть валютной выручки Вьетнама, а прибыль российской стороны за этот срок составила более $5 млрд при суммарных вложениях $750 млн.
В 2005 году добыча нефти компанией составила 10,65 млн т. В 2005 году в российский бюджет от деятельности «Вьетсовпетро» было перечислено 17,1 млрд руб.
В августе 2012 года добыта 200-миллионная тонна нефти с м/р «Белый Тигр» и «Дракон».
Совместное российско-вьетнамское предприятие «Вьетсовпетро») по геологоразведке и добыче нефти и газа согласно рейтингу VNR500 (Top 500), было восьмой по величине компанией во Вьетнаме.

## Награды
- Звание «Герой Труда» (1997 и 2001)[источник не указан 714 дней].
- Орден Золотой Звезды (2010)[источник не указан 714 дней].
- Орден Хо Ши Мина (2009)[источник не указан 714 дней].
- Орден Независимости I (2005), II (1996) и III (1993) степеней[источник не указан 714 дней].
- Орден Военных заслуг и III (2016 и 2011) степени[источник не указан 714 дней].
- Орден Труда I (1985, 1990), II (2008) и III (1996, 1997, 2007) степеней[источник не указан 714 дней].
- Орден Защиты Отечества I степени (2015)[источник не указан 714 дней].
- Орден «За боевой подвиг» I (1995) и III (2001) степеней[источник не указан 714 дней].
- Благодарность Президента Российской Федерации (1 декабря 2021, Россия) — за большой вклад в развитие и укрепление российско-вьетнамского сотрудничества в разработке и освоении нефтегазовых месторождений[11].
- Благодарность Президента Российской Федерации (8 июля 2011, Россия) — за вклад в развитие и укрепление российско-вьетнамских экономических отношений[12].